# Joseph Dombey
Joseph Dombey (1742 à Mâcon - 1794 à Montserrat) est un naturaliste français, formé à l'université de Montpellier.

## Biographie
Joseph est orphelin de mère quand il a neuf ans et de père quand il en a quatorze. Sa tante âgée le recueille et les jésuites le forment. En 1763 il est, après des études littéraires et philosophiques, maître-des-arts. En 1764 il s'inscrit à la faculté de médecine de Montpellier et obtient son doctorat de médecine en 1767. Après un passage par Paris il s'installe à Mâcon mais exerce peu la médecine. Il préfère la botanique. 
À trente ans, Bernard de Jussieu à qui il a monté son herbier, le présente à Jean-Jacques Rousseau, qui devient un ami de botanique.
En 1775, il est chargé par le ministre Turgot d'explorer le Pérou en compagnie de savants espagnols, partis trouver le moyen de contrer le monopole hollandais de la cannelle. 
De 1778 à 1784, il rapporte une foule d'observations intéressantes, notamment sur le quinquina, et envoie en France un précieux herbier que l'on conserve au Jardin des plantes.
Il est contrecarré dans ses opérations par la jalousie de ses compagnons de voyage espagnols, Ruiz et Pavon, qui rédigeront avant lui la relation de ses découvertes et ne put publier lui-même la Flore péruvienne, malgré les encouragements de Buffon. L'ouvrage ne parut qu'après sa mort.
C'est un grand spécialiste des cactus, notamment les cactus-cierges. Il a découvert l'Araucaria.
Ne pouvant se réadapter à la France d'après la Révolution, il est chargé en 1794, par la Convention, d'aller présenter les étalons des nouveaux poids et mesures révolutionnaires aux États-Unis. Il apporte un kilogramme en cuivre. Mais son navire est pris dans une tempête, est dérouté vers les Caraïbes et probablement attaqué par des pirates. Joseph Dombey est tué.
La nouvelle de sa mort en route sur l’île de Montserrat sera connue le 18 octobre 1794.
Malchanceux toute sa vie, échappant de justesse à mille dangers, le botaniste Antonio José Cavanilles lui a dédié le genre Dombeya.